# Il figliol prodigo (Rodin)
Il figliol prodigo (Le Fils prodigue) è una scultura di Auguste Rodin realizzata tra il 1885 e il 1887 come parte del progetto della Porta dell'inferno. Ne esistono varie versionil, una delle quali si trova al museo Rodin di Parigi e un'altra al Victoria and Albert Museum di Londra.

## Contesto
L'opera nasce come parte del gruppo scultoreo della Porta dell'inferno e riprende la figura da un gruppo sul tema dell'amore che fugge (Fugit Amor).
La scultura è legata a un'altra opera rodiniana intitolata Giovane disperato, mentre la testa e il torso furono usati anche nel gruppo scultoreo Ugolino e i suoi figli, e appaiono anche nei bozzetti per l'entrata del museo di arti decorative di Parigi.
Il tema è quello biblico del figliuol prodigo, dalla parabola che Luca riporta nel suo Vangelo (Luca, 15, 1-3.11-32), la quale ha ispirato molti artisti nella storia dell'arte occidentale.

## Descrizione
Quest'opera ritrae il ritorno del figlio prodigo presso suo padre e il figlio esemplare, mostrando il suo pentimento che supplica compassione.
In questa scultura, Rodin pose l'uomo in ginocchio sopra un masso, per enfatizzare tre sentimenti: la tristezza, il dolore e la colpa. Nell'opera l'uomo alza le braccia verso l'alto e ha la schiena inarcata, il che rilette la sua angoscia. Il giovane è mostrato a bocca aperta, come se stesse gridando di aver sperperato l'eredità datagli e di aver abbandonato suo padre.
Quest'opera risale allo stesso periodo del secondo bozzetto de I borghesi di Calais e rende il sentimento di sconfitta tramite i gesti e la postura.